# Lockdown - Dietro le sbarre
Lockdown - Dietro le sbarre (Lockdown) è un film del 2000 diretto da John Luessenhop.

## Trama
Tratta la storia di tre giovani universitari americani, che, a causa di varie vicissitudini, entrano in carcere e lì sperimentano una vita di sopraffazioni e peripezie varie. Essi sono però innocenti e un loro collega che ne è a conoscenza riesce a farli scagionare e a farli rimettere in libertà.